# Mouen
Mouen é uma comuna francesa na região administrativa da Normandia, no departamento Calvados. Estende-se por uma área de 4,16 km². Em 2010 a comuna tinha 1 635 habitantes (densidade: 393 hab./km²).